# Mustafa Cerić

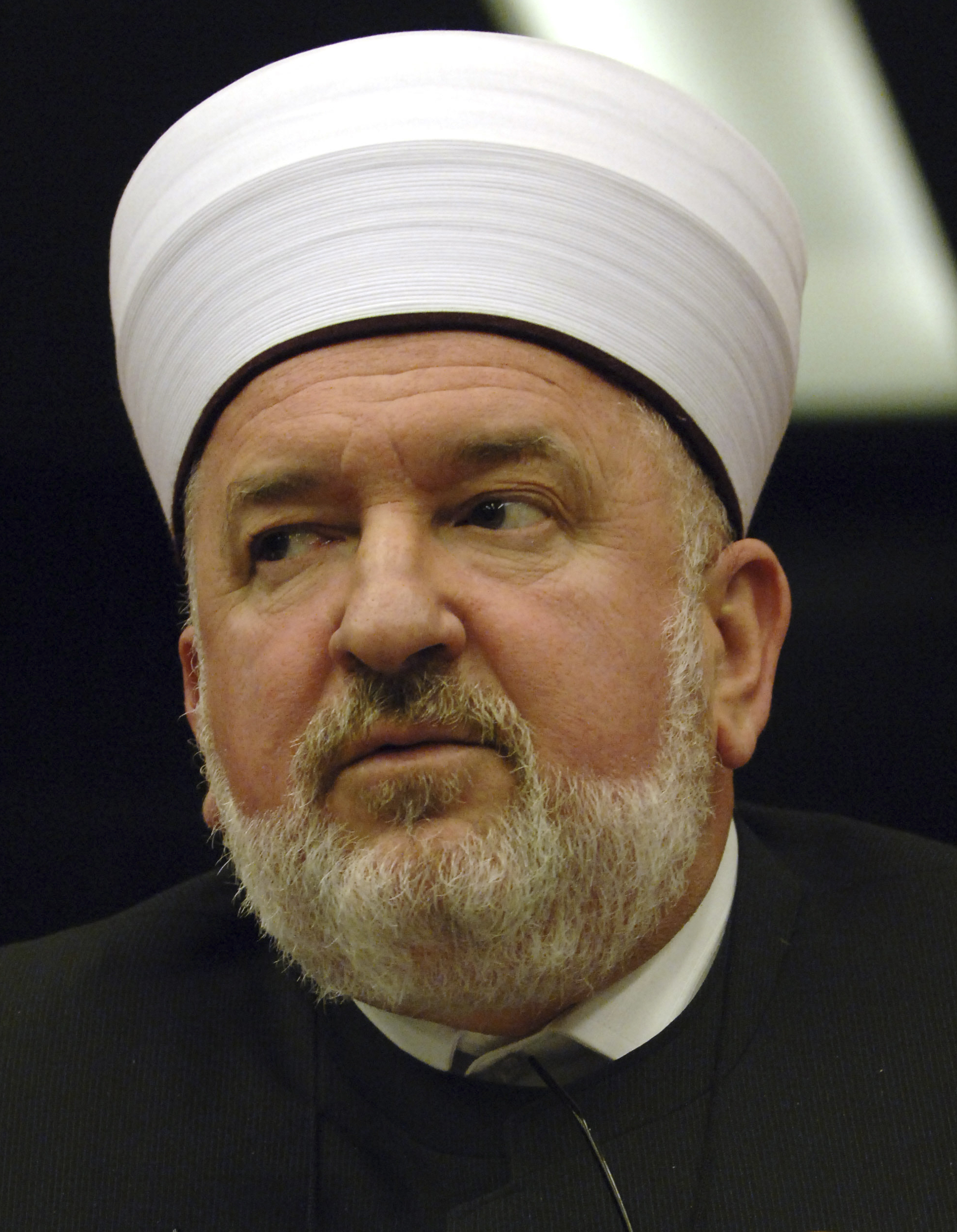
Mustafa Cerić (2006)

Efendi Mustafa Cerić (* 5. Februar 1952 in Visoko) ist ein bosnischer Islamgelehrter sowie seit 29. Dezember 2012 Präsident des Bosniakischen Weltkongresses und Mitgründer der Bosniakischen Akademie der Wissenschaften und Künste. Bis November 2012 war Cerić Reisu-l-ulema (Großmufti) von Bosnien und Herzegowina. Er wurde in dieser Funktion am 15. November 2012 von Husein Kavazović, vormals Mufti von Tuzla, abgelöst.

## Leben
Mustafa Cerić besuchte die Gazi-Husrev-Beg Medresa in Sarajevo und studierte von 1974 bis 1978 als Stipendiat an der Kairoer al-Azhar-Universität Theologie und Philosophie.
Danach kehrte er nach Jugoslawien zurück.
1981 nahm Cerić eine Position in den USA als Imam des Islamic Cultural Center in Northbrook (Illinois) an und promovierte bei Fazlur Rahman an der University of Chicago 1987 über die Theologie Abu Mansur al-Maturidis.
Ende der achtziger Jahre war Cerić Imam in der Weißen Moschee in Gračanica sowie Imam in der Moschee von Zagreb und unterrichtete an der Fakultät Islamischer Wissenschaften in Sarajevo.
1990 war Cerić ein Gründungsmitglied von Izetbegovićs „Partei der demokratischen Aktion“ (Stranka demokratske akcije, SDA).
Von 1991 bis 1993 lehrte er am von Muhammad Naquib al-Attas gegründeten International Institute of Islamic Thought and Civilization (ISTAC) der Islamischen Universität Malaysia in Kuala Lumpur und fungierte dort auch als Repräsentant Izetbegovićs.
Cerić wurde während des Bosnienkriegs am 28. April 1993 unter Umständen, die von Kritikern als eine „Putschsitzung“ gegen Jakub Selimovski bezeichnet werden, vorläufig zum bosnischen Großmufti ernannt.
Er wurde im August 1995 bestätigt und im November 1998 sowie 2005 wiedergewählt.
Laut Verfassung der Islamischen Glaubensgemeinschaft Bosnien-Herzegowina (Islamska zajednica, IZ BiH) von 1997 kann der Reisu-l-ulama nach 7-jähriger Amtszeit nur einmal wiedergewählt werden, Cerić ist in seinem Amt als Großmufti Ende 2012 durch seinen Nachfolger ersetzt worden.
Cerić arbeitet und lebt in der bosnischen Hauptstadt Sarajevo. Seine Wirkungsstätte war die Kaisermoschee.

## Wirken
Cerić ist seit 1996 Gründungsmitglied des European Council for Fatwa and Research (ECFR). Dieser Zusammenschluss muslimischer Rechtsgelehrter hat es sich zur Aufgabe gesetzt, islamisches Recht (Fiqh) für die moderne westliche Welt zu formulieren. Ihr Vorsitzender ist Yusuf al-Qaradawi. Aus Deutschland nimmt die Islamische Gemeinschaft Millî Görüş an der ECFR-Arbeit teil.
Cerić ist Mitglied des European Council of Religious Leaders (ECRL), einer Unterorganisation der World Conference of Religions for Peace.
Cerić hat in seinen Büchern und öffentlichen Deklarationen seine Vorstellungen für die Muslime und über die Zukunft des Islam in Europa entwickelt.
So schrieb er 2006 eine „Deklaration Europäischer Muslime“ und nahm an einer Konferenz europäischer Imame und Seelsorger im April 2006 teil, die eine „Wiener Erklärung“ verabschiedete.
Im Juli 2006 stellte er die „Topkapi-Erklärung“ in Istanbul vor.
Der Zeit-Journalist Jörg Lau sah darin dessen „Bewerbung für den Posten eines europäischen Großmuftis“, eine Einschätzung, die auch in der NZZ („angemeldeter Führungsanspruch über Europas Muslime“) und Le Monde diplomatique („Ceric schwebt vor, unter seiner geistigen Führung alle islamischen Organisationen einer Region zu vereinigen“) geteilt wird. In Bosnien wird Cerić schon lange vorgeworfen, stark politische Ansprüche zu vertreten.
Am 13. Oktober 2007 veröffentlichten Cerić und weitere 137 muslimische Gelehrte einen 29-seitigen offenen Brief („Ein gemeinsames Wort zwischen Uns und Euch“) an die christlichen Religionsführer, in dem sie zum Dialog über Gemeinsamkeiten der beiden Religionen aufforderten. Die Initiative gilt als historisches Ereignis, bei dem sich erstmals muslimische Führer aus unterschiedlichen Richtungen und Ländern zusammengefunden haben.
Vielbeachtet und kritisiert wurde sein Aufsatz im Journal European View des der Europäischen Volkspartei nahestehenden europäischen Thinktanks Centre for European Studies, in dem er 2007 für ein Imamat und eine einzige Muslim-Autorität in Europa warb und weil er darin in einem theologischen Begründungszusammenhang die Scharia „als ewig, nicht verhandelbar und unendlich“ beschrieb. Ihm wurde von Kristina Schröder vorgeworfen, mit dieser Forderung den Weg zu einem „europäischen Kalifat“ eröffnen zu wollen. Cerić verfasste einen offenen Brief an Bundeskanzlerin Angela Merkel, in dem er sich nach Auffassung der Dialog-Website Qantara.de „unter anderem klar zu seiner demokratischen Grundüberzeugung bekennt“.
Cerić lehnt die Begriffe „Euroislam“ und „Europäischer Islam“ ab und spricht lieber von einem „europäischen Erfahrungshorizont des Islam“ („European experience of Islam“).
Europa sei weder „Haus des Islams“ (Dār al-Islām) – weil hier verschiedene Religionen gleichberechtigt zusammenlebten – noch „Haus des Krieges“ (Dār al-Harb), das durch den Islam erobert werden müsse. Europa müsse von den Muslimen begriffen werden als „Haus des Gesellschaftsvertrags“, womit sich Cerić auf den contrat social Jean-Jacques Rousseaus bezieht. Einen ähnlichen Ansatz, der sich auf die islamische Orthodoxie bezieht, aber eine Modernisierung anstrebt, vertritt Tariq Ramadan.

## Auszeichnungen
- 2003 erhielt er den Félix-Houphouët-Boigny-Friedenspreis zusammen mit Kardinal Roger Etchegaray
- Cerić gilt als Mittler zwischen dem Islam und dem Christentum, wofür ihm 2007 zusammen mit Rita Süssmuth der Theodor-Heuss-Preis verliehen wurde.
- 2007 erhielt er von der Association of Muslim Social Scientists in Great Britain (AMSSUK) deren Lifetime Achievement Award.[24]
- 2008 erhielt er gemeinsam mit Ghazi bin Muhammad bin Talal aus dem Haschemitischen Königreich von Jordanien und Habib Ali Zain al-Abideen al-Jifri aus den Vereinigten Arabischen Emiraten von der Eugen-Biser-Stiftung den Eugen-Biser-Preis für sein Engagement im interreligiösen Dialog mit dem Brief „Ein gemeinsames Wort zwischen uns und Euch“.

## Veröffentlichungen
- Roots of Synthetic Theology in Islam: A Study of the Theology of Abu Mansur al-Maturidi, ISTAC, Kuala Lumpur, 1995. ISBN 978-983-99002-2-4
- Mustafa Ceric: The Challenge of a single Muslim authority in Europe. In: European View (2007) 6:41-48. doi:10.1007/s12290-007-0004-8
- A Declaration of European Muslims by Reis-ul-Ulama Dr. Mustafa Ceric
- Wahl zwischen Krieg und Frieden
- Medizin und Islam
- Menschliches Leben
- Islam zwischen Religion und Nation
- Islamische Theologie